# Herrnsheimer Badesee
Der Herrnsheimer Badesee (auch Badesee Worms-Herrnsheim) ist ein Badesee im Wormser Stadtteil Herrnsheim.
Der östlich des Stadtteils gelegene, vom Grundwasser gespeiste See hat eine Fläche von 3,2 ha und eine maximale Tiefe von 4,0 m. Rund um den See befinden sich Liegewiesen und kleinere Sportflächen. In zwei Gebäuden sind die Umkleiden, Sanitäranlagen und ein Kiosk untergebracht. Die Gesamtfläche des eingezäunten Bades in der Gemarkung „Hinter dem Nauland“ beträgt etwa 5,5 ha.
Der Badesee entstand 1956 aus einer Kiesgrube. Er befindet sich im Eigentum der Stadt Worms und wird heute in den Sommermonaten vom Heimatkreis Herrnsheim e. V. betrieben.
Der Parkplatz des Badesees dient auch als Hauptzugang zum Waldgebiet Herrnsheimer Klauern.